# Клан Шоу

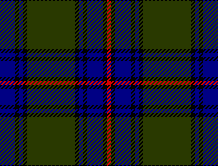
Тартан клану Шоу.

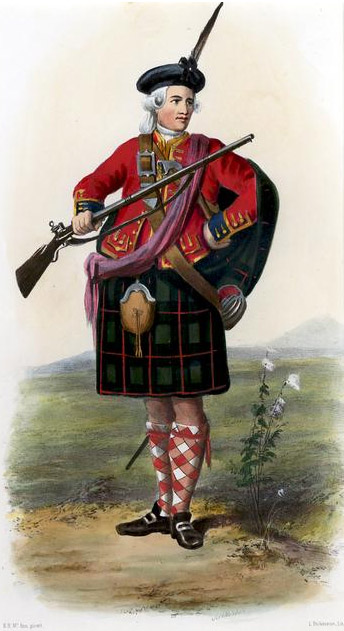
Чоловік з клану Шоу у традиційному вбранні. Малюнок художника Р. Р. МакІана 1845 року.

Клан Шоу (шотл. Clan Shaw) – один iз гірських кланів Шотландії, що належав до конфедерації Хаттан. Гельська назва клану - Mac Ghille Sheathanaich (укр. Мак Гілле Шеханайх). Ще в ранньому середньовіччі клан володів землями біля Інвернесс. У кланових війнах клан був союзником клану Макінтош. 

## Символіка клану
Символ клану: – брусниця
Гасло клану: шотл. гел. Fide et fortitudine - «Будь вірним і стійким!»
Бойове гасло та бойова пісня: шотл. гел. Na Bean Ris A Chat - «Не чіпайте кота!» (На гербі вождів клану – лев з мечем).
Вождь клану:  Джон Шоу Тордаррох (шотл. - John Shaw of Tordarroch)
Резиденція вождів клану: Замок Дун Рохемурхус шотл. гел. Doune Rothiemurchus
Землі клану: Страхспей (шотл. - Strathspey)
Музика клану: Війна біля замку Рохімурхус шотл. гел. Rothiemurchus Rant - марш клану Шоу.

## Історія клану Шоу

### Походження клану Шоу
Засновником клану Шоу вважається чоловік з клану МакДафф – молодший син Дункана – шотландського тана, графа (ерла) Файф, нащадка короля Кеннета МакАльпіна. Шоу МакДафф став хранителем королівського замку Інвернесс, стратегічного королівського замку, що належав королю Малкольму IV Шотландському. Його спадкоємці та нащадки відомі як Мік ан Тойшех шотл. гел. Mhic an Toiseach – сини Тана. Вони підтримували королівський уряд і консолідувались навколо замку Інвернесс.  
Онуком Шоу МакДаффа був Шоу МакВіл’ям, який у 1263 році придбав землі Рохемурхус шотл. гел. Rothiemurchus. Його сином був Фаркухард шотл. гел. Farquhard, який мав конфлікти з могутнім кланом Комін і уклав союз з кланом МакДональд, одружившись з Морою шотл. гел. Mora, дочкою Енгуса Мора шотл. гел. Aonghas Mór, лорда Островів. Сином Фаркухарда був Ангус МакКінтош, що одружився з Євою, дочкою вождя клану Хаттан. Другий син Єви, Джон-Ангус, був першим вождем клану Шоу.

### XIV століття –Війна за незалежність Шотландії
Клан Шоу активно підтримав борця за свободу Шотландії і майбутнього короля вільної Шотландії Роберта Брюса. Клан відзначився у битві під Беннокберн. II вождь клану Шоу – Шоу МакГіллехріст Мік Ян шотл. гел. Shaw Macghillechrist Mhic Iain був правнуком Ангуса Макінтоша і Єви. Він був відомий як Сгорфіахлах шотл. гел. Sgor Fhiachlach – Гостре Ікло, що разом зі своїм кузеном Моєм (шотл. – Moy) – вони займали провідні позиції в клані Макінтош. Він брав участь у битві під Інвернаховон (шотл. – Invernahavon) проти клану Камерон у 1370 році. У 1391 році вождь клану Шоу став капітаном конфедерації кланів Хаттан і очолив похід на Ангус, що був під владою Олександра Стюарта, графа Б’юкена, що був відомий як «Вовк Баденох». У 1396 році вождь клану Шоу керував конфедерацією кланів Хаттан в битві під Норт Інч ( шотл. - North Inch) проти клану Камерон, що відбулася на очах у короля Шотландії Роберта III та дофіна Франції.

### XV - XVII століття
Онук Шоу Гостре Ікло – Ед (гельск. – Aedh) оселився в Тордаррох (гельск. – Tordarroch) у 1468 році. Він зайняв стратегічні землі біля річки Найрн і його нащадки були відомі як Клан Ай. 22 травня 1543 року Ангус Мак Роберт Тордаррох уклав спілку з кланом Хаттан в Інвернессі. Шоу Тордаррох підписав аналогічну угоду 4 квітня 1609 року. Клан процвітав і міцнів. Дункан Шоу – лайрд Крахенайрда (гельск. – Crathienaird) став графом (ерлом) Мар у 1691 році. 

### XVIII століття – повстання якобітів
15 вересня 1715 року Макінтош Борлум закликав конфедерацію кланів Хаттан підтримати повстання якобітів за незалежність Шотландії. Озброєні загони клану Шоу очолили Роберт Тордаррох та його брат Ангус. Загони клану Шоу прославилися своєю дисципліною та хоробрістю. Повстанці були розбиті, ватажки загонів клану потрапили в англійський полон. Роберт помер незабаром після звільнення з в’язниці у 1718 році. Ангус був висланий у Вірджинію, але був помилуваний у 1722 році. Ангус був настільки вражений поразкою першого повстання якобітів, що відмовився взяти участь у повстанні якобітів 1745 року, хоч і співчував їм. Але багато людей з клану Шоу підтримали повстання якобітів, зокрема Джеймс Шоу Крахенайрд. Леді Анна Фаркухарсон-Макінтош закликала всю конфедерацію кланів Хаттан підтримати повстання якобітів. Двома її надійними помічниками були Джеймс Шоу Кінрара та Джон Шоу Кінрара. 

## Вождь клану Шоу
У 1970 році вождем клану Шоу став майор Ян Шоу Тордаррох – його визнали герольди Шотландії. Він був батьком нинішнього вождя клану Шоу по безперервній лінії графів Файф. 

## Замки клану Шоу
- Замок Дун Рохімурхус (гельск. - Doune Rothiemurchus) - у двох милях на південь від Авімора (шотл. - Aviemore) в Страхспеї (шотл. - Strathspey). Збудований у XVIII столітті на місці стародавнього замку.  Землі навколо цього замку клан Шоу отримав від клану Макінтош та клану Даллас з Кантрей. Джеймс Шоу Рохімурхус був убитий у битві під Харлоу в 1411 році.
- Замок Тордаррох (гельск. - Tordarroch) - у семи милях на південь від Інвернесса. Це був колись міцний замок, але зараз мало що від нього лишилося. Клан Шоу отримав цей замок і землі навколо нього в 1468 році.  Замок був пізніше перебудований у Тордаррох-хаус.